# بلید (فیلم ۱۹۹۸)
بلید یا تیغه (به انگلیسی: Blade) یک فیلم ابرقهرمانی آمریکایی محصول ۱۹۹۸ به کارگردانی استیون نورینگتون و نویسندگی دیوید اس. گویر است. این فیلم بر پایهٔ ابرقهرمان مارول کامیکس به همین نام، اولین قسمت از فرنچایز بلید است. در این فیلم وسلی اسنایپس در نقش شخصیت اصلی با استیون درف، کریس کریستوفرسون و نو باشه رایت در نقش‌های فرعی بازی می‌کنند. در این فیلم، بلید یک دمفیر است، انسانی با نقاط قوت خون‌آشام، اما نه نقاط ضعف، که همراه با مربی خود آبراهام ویسلر و هماتولوژیست کارن جنسون، با خون‌آشام‌ها، از جمله دیکن فراست فوق‌العاده شرور مبارزه می‌کند.
بلید که در ۲۱ اوت ۱۹۹۸ منتشر شد، یک موفقیت تجاری بود و ۷۰ میلیون دلار در گیشه ایالات متحده و ۱۳۱٫۲ میلیون دلار در سراسر جهان فروش داشت. این فیلم علیرغم نظرات متفاوت منتقدان، با استقبال مثبت تماشاگران مواجه شد و از آن زمان تاکنون طرفداران زیادی را به خود جلب کرده است. همچنین از آن به عنوان یکی از نقش‌های برجستهٔ اسنایپس یاد می‌شود. پس از آن دو دنباله به نام‌های بلید ۲ و تیغه: سه‌گانگی منتشر شد که هر دو توسط گویر که کارگردانی دومی را نیز بر عهده داشت، نوشته شده بود.
بلید در زمان خود یک فیلم ابرقهرمانی تاریک بود. موفقیت این فیلم، موفقیت فیلم مارول را نیز آغاز کرد و زمینه را برای اقتباس‌های بیشتر از فیلم‌های کمیک فراهم کرد.

## داستان
مادر «اریک بروکس» (با بازی وسلی اسنایپس) در زمان بارداری توسط یک خون‌آشام زخمی شده، اریک بروکس که یک‌نیمه انسان - نیمه خون‌آشام است، دارای تمام خصوصیات خوب خون آشامان بهمراه بهترین مهارت‌های انسانی می‌باشد. اریک بروکس به شکار خون‌آشامان می‌پردازد تا انتقام مادرش را بگیرد. خون‌آشامان که تصمیم دارند بزودی به تمام سازمان‌های مهم انسان‌ها نفوذ کنند، به اریک نیاز دارند زیرا او دارای خون ویژه‌ای است…

## بازیگران
- وسلی اسنایپس در نقش اریک بروکس / بلید: یک «روزگرد» نیمه خون‌آشام که خون‌آشام‌ها را شکار می‌کند. بلید در هنرهای رزمی مهارت بالایی دارد و همیشه خود را به سلاح‌های کشتار خون‌آشام مجهز می‌کند.
- نو باشه رایت در نقش دکتر کارن جنسون: هماتولوژیست که توسط یک خون‌آشام گاز گرفته می‌شود. او با بلید می‌ماند تا در امان بماند در حالی که برای خودش درمانی پیدا می‌کند و در نهایت شریک او در مبارزه با حزب دیکن فراست می‌شود.
- استیون درف در نقش دیکن فراست: یک خون‌آشام تازه‌کار با جاه‌طلبی‌ها و نفوذ زیاد. او به عنوان دشمن اصلی بلید ظاهر می‌شود و همچنین می‌خواهد نسل بشر را تسخیر کند.
- کریس کریستوفرسون در نقش آبراهام ویسلر: مربی بلید، شخصیت پدر و اسلحه‌ساز
- دانل لوگ در نقش کوین: یک مینیون خودسر از فراست، که قادر به زنده‌ماندن از زخم‌هایی است که خون‌آشام‌های کمتری را می‌کشد.
- اودو کی‌یر در نقش گیتانو دراگونتی: یک خون‌آشام سالمند.
- سنا لیثن در نقش ونسا بروکس: مادر بلید که تبدیل به یک خون‌آشام شده است.
- آرلی خوبر در نقش مرکوری: یک خون‌آشام ناوگان و معشوقه فراست.[۹]
- اریک ادواردز در نقش پرل[۱۰]
- کوین پاتریک والز در نقش افسر کریگر: یک «آشنا» یا خدمتکار انسانیِ فراست.
- تیم گونی در نقش دکتر کرتیس وب: دوست پسر سابق کارن که توسط کوین کشته می‌شود و بعداً تبدیل به موجودی زامبی مانند می‌شود.
- تریسی لوردز در نقش راکل: یک خون‌آشام اغوا کننده که مردی را به سمت غوغا می‌برد.

علاوه بر این، استیون نورینگتون در نقش مایکل موربیوس در یک صحنه حذف‌شده ظاهر می‌شود.

## تولید
بلید با بودجه ۴۵ میلیون دلاری تولید شد و تصویربرداری اصلی در ۵ فوریه ۱۹۹۷ آغاز شد، و تا حد زیادی در لس آنجلس انجام شد و برخی از صحنه‌ها در دره مرگ فیلمبرداری شدند. همه دکورها در جایی که قبلاً کارخانه شامپو ردکن در پارک کانوگا بود ساخته و فیلمبرداری شدند. افکت‌های این فیلم توسط فلت ارت پروداکشنز انجام شده است.

## انتشار
بلید نخستین موفقیت مارول در گیشه بود و زمینه را برای اقتباس‌های بیشتر در فیلم‌های کمیک فراهم کرد. بلید از هاوارد داک به عنوان دومین ملک مارول پیروی کرد که اکران گسترده‌ای در سینماها در ایالات متحده داشت.